# Guds värld är en skimrande gåva
Guds värld är en skimrande gåva är en psalm med text skriven 1981 av Bo Setterlind och musiken är en folkmelodi från Wales.

## Publicerad i
- Psalmer och visor 1982 som nr 834.
- Den svenska psalmboken 1986 som nr 287 under rubriken "Tillsammans i världen".
- Svensk psalmbok för den evangelisk-lutherska kyrkan i Finland (1986) som nr 457 under rubriken "Kärlek och gemenskap"